# 甘比尔 (俄亥俄州)
甘比尔（Gambier）是美国俄亥俄州诺克斯县的一个村庄，面积2.4平方公里，根据美国人口调查局2000年统计，共有人口1,871人，其中白人占94.07%、非裔美国人占2.51%、亚裔美国人占1.28%。
甘比尔是凯尼恩学院的所在地，村名是为了纪念学院的早期捐助者詹姆斯·甘比尔。